# Colonel Robert A. Smith Monument
Das Colonel Robert A. Smith Monument bei Munfordville im Hart County, Kentucky ist ein Kriegerdenkmal zum Sezessionskrieg. Es wurde zum Gedenken an Colonel Robert A. Smith und die 10th Mississippi Infantry errichtet. Er und seine Einheit opferten am 14. September 1862 bei der Schlacht von Munfordville ihr Leben für die Konföderierten Staaten von Amerika.

## Beschreibung
Das Monument ist ein 7,3 m hoher Obelisk aus weißem Kalkstein im neugotischen Stil. Dieser wiegt 35 Tonnen und wurde 1884 auf Veranlassung des Bruders von Smith aufgestellt. Man geht davon aus, dass Cleopatra’s Needle das einzige größere Monument in den Vereinigten Staaten ist, das ebenfalls aus nur einem einzigen Stein gehauen wurde. Das Denkmal befindet sich auf einem Privatgrundstück weitab von einer Straße, direkt östlich einer Bahnstrecke der CSX und südlich einer Brücke über den Green River. Durch einen gusseisernen Zaun wird das Denkmal in einem Abstand von 76  eingefasst. Östlich des Säule stehen sechs kleinere Monumente aus Marmor, die jeweils einem anderen Mississippi Regiment – dem 7., 9., 10., 29. und 44. – gewidmet sind. Soldaten sind bei dem Denkmal begraben.
Die Inschrift lautet: South 42' west and ninety poles distant is the place of The Sacrifice of Col. Robert A. Smith and his regiment the Tenth Mississippi on Sept. 14, 1862

## Geschichte
Am 14. September 1862 erhielt Colonel Robert A. Smith während der Schlacht von Munfordville den Befehl, eine strategisch wichtige Brücke einzunehmen. Nach einem dreistündigen Gefecht waren auf konföderierter Seite vierzig Soldaten gefallen und 211 wurden verwundet. Smith selbst hatte eine tödliche Verwundung erlitten und starb unter großen Schmerzen einige Tage später. Seine Hinterbliebenen glaubten lange, dass Smith den Angriffsbefehl durch seinen Vorgesetzten James R. Chalmers erhielt, der somit verhindern wollte, dass Smith eine Beförderung erhielt; Chalmers hatte den Angriff ohne Befehl seiner Vorgesetzten begonnen. Smith wurde in Jackson beerdigt.
Als Smiths Bruder James aus Bonnybridge bei Glasgow in Schottland 1886 in die Vereinigten Staaten auswanderte, besuchte er den Ort, an dem sein Bruder den Tod gefunden hatte. James entschied sich, zu Ehren seines Bruders ein Denkmal zu errichten. Er kaufte das Grundstück und gab viertausend US-Dollar für das Denkmal aus. Es wurde von Oman & Stewart aus Nashville, Tennessee erbaut, wobei der Kalksteinblock in Bowling Green gebrochen wurde. James Smith betrieb in Bonnybridge zusammen mit Stephen Wellstood eine Fabrik für Herde und Öfen, Smith & Wellstood.
Das Denkmal war eines 61 Kriegerdenkmälern in Kentucky im Zusammenhang mit dem Sezessionskrieg, das am 17. Juli 1997 als Multiple Property Submission in das National Register of Historic Places eingetragen wurde.

## Belege
1. 1 2 3  Brent, Joseph, Colonel Robert A. Smith Monument NRHP Nomination Form (1997), S. 1
2. 1 2 3  Col. Robert A. Smith Monument Battleforthebridge.org
3. ↑  Harrison, Lowell, The Civil War in Kentucky (University Press of Kentucky, 1975) p.44
4. ↑   10th Mississippi Infantry (Memento vom 21. September 2008 im Internet Archive) Mississippi Sons of Confederate Veterans